# Gare d'Igny
La gare d'Igny est une gare ferroviaire française de la ligne de Grande Ceinture, située dans la commune d'Igny (département de l'Essonne).
C'est une gare de la Société nationale des chemins de fer français (SNCF) desservie par les trains de la ligne V du Transilien.

## Situation ferroviaire
Établie à 74 mètres d'altitude, la gare d'Igny est située au point kilométrique (PK) 109,226 de la ligne de la grande ceinture de Paris, entre les gares ouvertes de Massy - Palaiseau et de Bièvres.

## Histoire
Le 1er mai 1883, le trafic de la ligne de Grande Ceinture ouvre aux voyageurs sur la section de Versailles-Chantiers à Savigny-sur-Orge. Une halte est créée à Igny.
En 1889, sur demande du Frère Bertrandus, directeur de l'école Saint-Nicolas toute proche, cette halte est transformée en gare. Elle se trouve alors au passage du chemin de grande communication no 117 « Palaiseau – Versailles ». En effet, de nombreux élèves rejoignent leur famille le dimanche matin pour revenir à l'internat le lundi vers 9 h. Les gares les plus proches sont Massy - Palaiseau pour se rendre vers Paris ou Bièvres pour rejoindre Versailles. La construction des quais est financée en grande partie par l'école (1 600 francs). Les habitants d'Igny profitent de cette desserte, malgré leur désir que cet arrêt soit situé au passage à niveau de la rue du Moulin, alors plus proche des habitations.
Ce n'est qu'en 1894 que deux abris, un pour chaque direction, sont édifiés aux frais l'école pour la somme de 5 000 francs. À l'époque, il faut 40 minutes pour rejoindre Paris. Par accord entre la Compagnie du chemin de fer de Paris à Orléans, exploitant la ligne de Sceaux (de Luxembourg à Robinson et à Limours), et le syndicat des Ceintures, des trains directs circulent entre Jouy-en-Josas et Paris-Luxembourg.
Le 15 mai 1939, le trafic voyageurs prend fin sur la section nord de la Grande ceinture comprise entre Versailles-Chantiers et Juvisy. Par contre, il subsiste sur la section sud, entre Juvisy et Versailles via Massy - Palaiseau. La gare d'Igny reste donc ouverte aux voyageurs.
Le 27 avril 1945 au matin, le train spécial qui, après son arrestation, ramène de nuit le maréchal Pétain depuis la frontière franco-suisse où il s'est constitué prisonnier, s'arrête en gare d'Igny. Pétain en descend, accompagné de son épouse et de ses collaborateurs. Le procureur général l'attend sur le quai. Celui qui est encore maréchal de France lui dit alors : « Tiens, Monsieur le Procureur X..., je vous rappelle que vous m'avez prêté serment...! ». Pétain et son épouse seront ensuite amenés par la route au fort de Montrouge ; le reste du groupe qui l'accompagne depuis son départ de Sigmaringen, comme l'amiral Bléhaut, sera transporté à la prison de Fresnes.

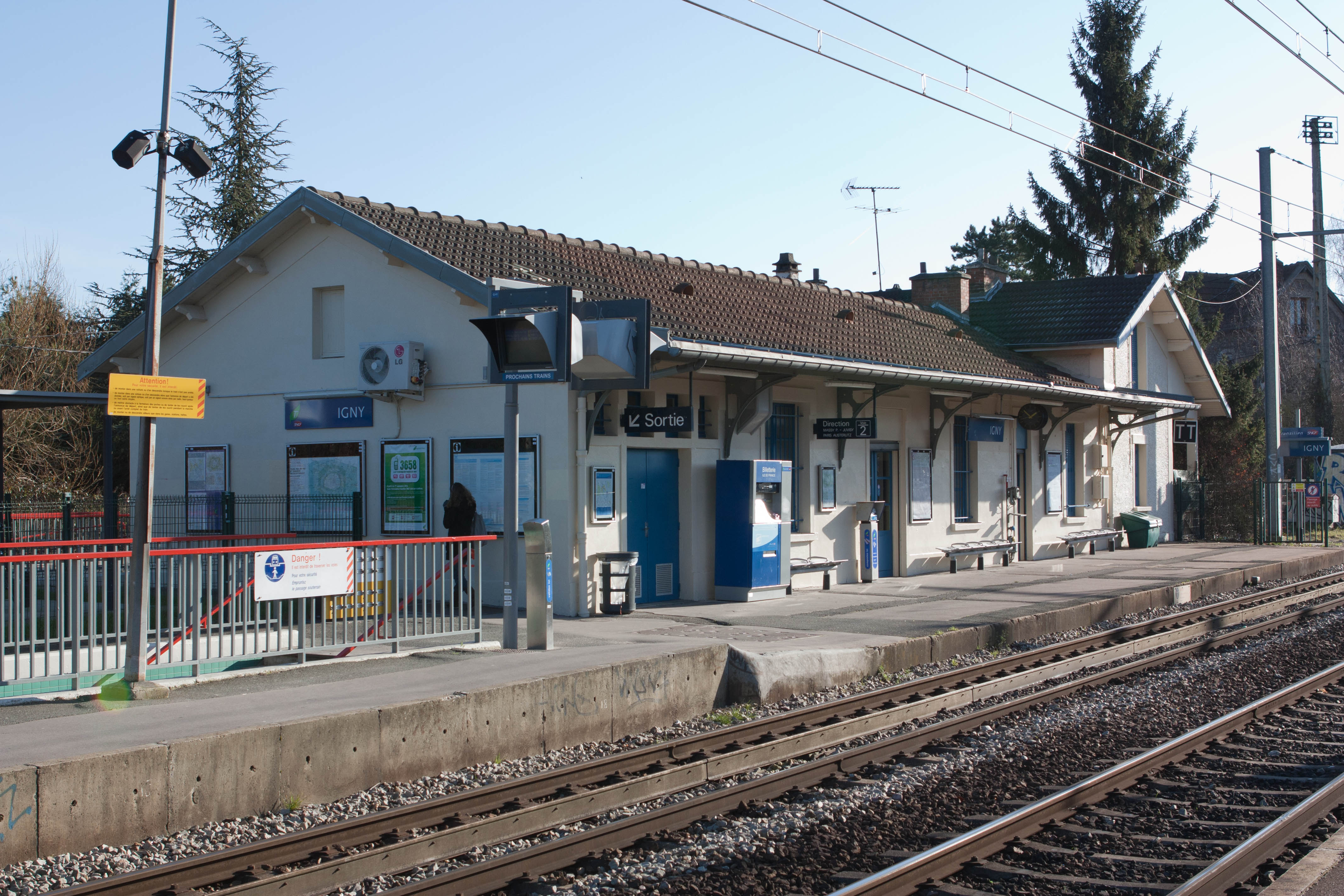
La gare vue depuis les quais. Au premier plan : la voie 1 en direction de Versailles ; au deuxième plan, la voie 2, en direction de Juvisy.

## Fréquentation
De 2015 à 2024, selon les estimations de la SNCF, la fréquentation annuelle de la gare s'élève aux nombres indiqués dans le tableau ci-dessous.
| Année     | 2015    | 2016    | 2017    | 2018    | 2019    | 2020    | 2021    | 2022    | 2023    | 2024    |
| --------- | ------- | ------- | ------- | ------- | ------- | ------- | ------- | ------- | ------- | ------- |
| Voyageurs | 475 777 | 475 809 | 474 176 | 462 240 | 454 785 | 175 992 | 231 674 | 375 513 | 399 376 | 440 344 |

## Service des voyageurs

### Accueil
Elle dispose d'un bâtiment voyageurs avec un guichet, doté de boucles magnétiques pour personnes malentendantes, ouvert du lundi au vendredi de 6 h 30 à 20 h 10 et le samedi 9 h 50 à 17 h 20.

### Desserte
La gare est desservie par les trains de la ligne V du Transilien sur la liaison Versailles-Chantiers – Massy - Palaiseau.

### Intermodalité
La gare est desservie par les lignes 1 et 16 du réseau de bus Paris-Saclay et par la ligne 294 du réseau de bus RATP.

## Projet
À l'horizon 2020 (date initiale), la ligne 12 du tramway devrait être prolongé jusqu'à la gare de Versailles-Chantiers en remplacement de la branche de la ligne C du RER. Cette nouvelle ligne permettra d'améliorer la qualité de service pour les voyageurs avec un temps de parcours réduit entre Versailles et la gare de Massy - Palaiseau, un renforcement des fréquences et une mise en accessibilité de la gare.
En février 2017, selon le conseil régional d'Île-de-France, le prolongement est programmé pour une mise en service à l'horizon 2025. Le prolongement du T12 de Massy-Palaiseau à Versailles-Chantiers est reporté à une date indéterminée vu la question des passages à niveau qui entraîne une hausse de 50 % du coût des travaux.